# Домремі-ла-Пюсель
Домремі́-ла-Пюсе́ль (фр. Domrémy-la-Pucelle) — муніципалітет у Франції, у регіоні Гранд-Ест, департамент Вогези. Населення — 85 осіб (01.01.2021).
Муніципалітет розташований на відстані близько 250 км на схід від Парижа, 85 км на південний захід від Меца, 65 км на північний захід від Епіналя. 
Домремі-ла-Пюсель є Батьківщиною французької героїні та святої Жанни Д'Арк.

## Історія
До 2015 року муніципалітет перебував у складі регіону Лотарингія. Від 1 січня 2016 року належить до нового об'єднаного регіону Гранд-Ест.

## Демографія
Динаміка населення (INSEE ):
Розподіл населення за віком та статтю (2006):
| Стать | Всього | До 15 років | 15-24 | 25-44 | 45-64 | 65-85 | Понад 85 |
| --- | ------ | ----------- | ----- | ----- | ----- | ----- | -------- |
| Чоловіки | 61     | 16          | 4     | 12    | 17    | 12    | 0        |
| Жінки | 91     | 4           | 4     | 43    | 16    | 20    | 4        |
| \| Статево-вікова піраміда \| Статево-вікова піраміда \| Статево-вікова піраміда \| \| ----------------------- \| ----------------------- \| ----------------------- \| \| Чоловіки \| Вік \| Жінки \| \| 0 \| 85 + \| 4 \| \| 4 \| 80-84 \| 0 \| \| 0 \| 75-79 \| 8 \| \| 8 \| 70-74 \| 8 \| \| 0 \| 65-69 \| 4 \| \| 0 \| 60-64 \| 4 \| \| 17 \| 55-59 \| 8 \| \| 0 \| 50-54 \| 4 \| \| 0 \| 45-49 \| 0 \| \| 4 \| 40-44 \| 8 \| \| 4 \| 35-39 \| 4 \| \| 4 \| 30-34 \| 16 \| \| 0 \| 25-29 \| 15 \| \| 0 \| 20-24 \| 4 \| \| 4 \| 15-20 \| 0 \| \| 8 \| 10-14 \| 0 \| \| 4 \| 5-9 \| 4 \| \| 4 \| 0-4 \| 0 \| |        |             |       |       |       |       |          |
| Статево-вікова піраміда |        |             |       |       |       |       |          |
| Чоловіки | Вік    | Жінки       |       |       |       |       |          |
| 0 | 85 +   | 4           |       |       |       |       |          |
| 4 | 80-84  | 0           |       |       |       |       |          |
| 0 | 75-79  | 8           |       |       |       |       |          |
| 8 | 70-74  | 8           |       |       |       |       |          |
| 0 | 65-69  | 4           |       |       |       |       |          |
| 0 | 60-64  | 4           |       |       |       |       |          |
| 17 | 55-59  | 8           |       |       |       |       |          |
| 0 | 50-54  | 4           |       |       |       |       |          |
| 0 | 45-49  | 0           |       |       |       |       |          |
| 4 | 40-44  | 8           |       |       |       |       |          |
| 4 | 35-39  | 4           |       |       |       |       |          |
| 4 | 30-34  | 16          |       |       |       |       |          |
| 0 | 25-29  | 15          |       |       |       |       |          |
| 0 | 20-24  | 4           |       |       |       |       |          |
| 4 | 15-20  | 0           |       |       |       |       |          |
| 8 | 10-14  | 0           |       |       |       |       |          |
| 4 | 5-9    | 4           |       |       |       |       |          |
| 4 | 0-4    | 0           |       |       |       |       |          |

## Економіка
2010 року серед 101 особи працездатного віку (15—64 років) 50 були активними, 51 — неактивною (показник активності 49,5%, у 1999 році було 55,1%). З 50 активних мешканців працювало 46 осіб (26 чоловіків та 20 жінок), безробітними було 4 (1 чоловік та 3 жінки). Серед 51 неактивної 5 осіб було учнями чи студентами, 11 — пенсіонерами, 35 були неактивними з інших причин.

У 2010 році в муніципалітеті числилось 53 оподатковані домогосподарства, у яких проживали 123,0 особи, медіана доходів виносила 18 971 євро на одного особоспоживача